# Andengemeinschaft
Die Andengemeinschaft (früher Andenpakt oder Andengruppe, spanisch Comunidad Andina de Naciones, Abkürzung: CAN) ist eine Internationale Organisation in Südamerika. Sie besteht aus den Mitgliedstaaten Bolivien, Kolumbien, Ecuador und Peru und hat die wirtschaftliche, politische und soziale Integration dieser Staaten zum Ziel.

## Mitgliedstaaten und assoziierte Staaten
Mitgliedstaaten:
- Bolivien
- Ecuador
- Kolumbien
- Peru

Assoziierte Staaten:
- Argentinien  (seit 2005)
- Brasilien  (seit 2005)
- Chile  (seit 2006)
- Paraguay  (seit 2005)
- Uruguay  (seit 2005)

Staaten mit Beobachterstatus:
- Mexiko
- Panama

Ehemalige Mitgliedstaaten:
- Chile  (bis 1976)
- Venezuela  (1974–2011)

## Geschichte
Die wirtschaftlichen Integrationsversuche in Südamerika konkretisierten sich 1969 mit der Unterzeichnung des Abkommens von Cartagena (Andenpakt) am 26. Mai, das am 16. Oktober des Jahres in Kraft trat. Der Andenpakt umfasste zunächst Bolivien, Chile, Ecuador, Kolumbien und Peru. Venezuela schloss sich zum 1. Januar 1974 an, Chile trat am 30. Oktober 1976 aus dem Andenpakt aus. Hauptgründe für den Abschluss des Vertrags von Cartagena war einerseits, dass die durch den Vertrag von Montevideo 1960 gegründete Lateinamerikanischen Freihandelszone (ALALC) stagnierte, andererseits wollten die kleineren Mitgliedstaaten der ALALC durch einen subregionalen Zusammenschluss die Möglichkeit erhalten, den relativen Entwicklungsrückstand zu den großen Staaten (Argentinien, Brasilien, Mexiko) aufzuholen.
Das Abkommen von Cartagena wurde sukzessive modifiziert und erweitert und gipfelte 1997 durch Inkrafttreten des Protokolls von Trujillo, einer Reform des 1969 unterzeichneten Cartagena-Abkommens zur Gründung des Andenpakts, in der Gründung der Andengemeinschaft. Mit diesem Integrationssystem assoziiert sind die Staaten Mexiko, Panama und Chile, sowie die Mitgliedstaaten des Mercosur seit dem 7. Juli 2005. Venezuela trat am 22. April 2006 aus. Chile wurde am 20. September 2006 als assoziiertes Mitglied aufgenommen.
Seit 1994 besteht zwischen den Mitgliedstaaten eine unvollkommene Zollunion (mit Übergangs- und Ausnahmeregelungen). Die Mitglieder Ecuador und Kolumbien verfügen über einen gemeinsamen Zolltarif für Güter aus Drittstaaten und eine einheitliche Nomenklatur. Peru und Bolivien haben nicht die gleichen Außenzölle wie Kolumbien und Ecuador. Peru suspendierte seine Mitgliedschaft in der Zollunion Anfang der 1990er Jahre aufgrund von Handelsstreitigkeiten mit Kolumbien und Venezuela (wegen angeblich unzulässiger Subventionierung der heimischen Exportindustrie) und gehört daher dieser Zollunion noch nicht an.
In Bezug auf die Unterzeichnung eines Freihandelsabkommens mit den Vereinigten Staaten gab es unter den Mitgliedstaaten der Andengemeinschaft keine gemeinsame Position. Nur die drei Mitgliedstaaten Kolumbien, Peru und Ecuador nahmen Verhandlungen mit den Vereinigten Staaten auf. Obwohl diese drei Staaten ursprünglich vereinbart hatten, gemeinsam mit den Vereinigten Staaten zu verhandeln, waren die Regierungen nicht in der Lage, durch die Erarbeitung gemeinsamer Positionen ihre Verhandlungsposition zu stärken. Peru schloss am 8. Dezember 2005 die Verhandlungen über ein Freihandelsabkommen mit den Vereinigten Staaten als erster Staat der Andenregion bilateral ab. Es folgte 2006 Kolumbien mit der Unterzeichnung eines bilateralen Freihandelsvertrages mit den Vereinigten Staaten. Als Reaktion auf die bilateralen Freihandelsabkommen Kolumbiens und Perus mit den Vereinigten Staaten – die von Venezuela als Verstoß gegen die Politik der regionalen Integration angesehen wurden – kündigte die venezolanische Regierung 2006 ihre Mitgliedschaft in der Gemeinschaft und schied nach einer Übergangszeit von fünf Jahren im April 2011 fristgemäß aus der Andengemeinschaft aus. Ecuador setzte 2006 seine Verhandlungen mit den Vereinigten Staaten aus. Der im November 2006 gewählte ecuadorianische Präsident Rafael Correa schloss für seinen Staat einen Freihandelsvertrag mit den Vereinigten Staaten aus.

## Institutionen
Formal sind die Institutionen der Andengemeinschaft denjenigen der Europäischen Union nachempfunden, jedoch haben sie nie ein vergleichbares Maß supranationaler Integration erreicht. Die Zusammenarbeit der Staaten in der Andengemeinschaft ist nach wie vor durchgehend durch Intergouvernementalismus gekennzeichnet.

### Andenpräsidentenrat
Der Andenpräsidentenrat ist höchstes und auch Leitungsorgan. Er besteht aus den Staats- und Regierungschefs der Mitgliedstaaten, die in der Regel einmal im Jahr in demjenigen Staat zusammenkommen, der den Vorsitz innehat. An dessen Tagungen nehmen ebenfalls die Präsidenten derjenigen Staaten teil, denen aufgrund von Assoziierungsabkommen ein Beobachterstatus gewährt wurde. Der Andenpräsidentenrat legt die allgemeinen politischen Zielvorstellungen für den Integrationsprozess fest und gibt die notwendigen Impulse in Bereichen, die von gemeinsamem Interesse sind. Angesprochen sind damit aber nicht nur die vergemeinschafteten Materien, sondern auch die Bereiche intergouvernementaler Zusammenarbeit, wie etwa die gemeinsame Außenpolitik der CAN. Des Weiteren sorgt er für die koordinierte Zusammenarbeit zwischen den Organisationen und Institutionen des Integrationssystems zwecks Erreichung der gemeinsamen Ziele. Es obliegt ihm auch die Bewertung der Entwicklung und Ergebnisse des Integrationsprozesses. Vor dem Hintergrund der neuen, weltoffenen Ausrichtung des Integrationsprozesses muss der Andenpräsidentenrat sich mit den politischen Fragen der Außenbeziehungen der CAN befassen. Seine Lenkungsfunktion nimmt er dadurch wahr, dass er zu den Berichten, Initiativen und Empfehlungen der Organe und Institutionen Stellung nimmt („Pronunciamientos“) und Richtlinien („Directrices“) an sie erlässt, damit seine politischen Zielvorstellungen umgesetzt werden.

### Andenparlament
Das Andenparlament setzt sich aus Abgeordneten zusammen, die von den nationalen Parlamenten der Mitgliedstaaten gewählt werden. Es besitzt keine Gesetzgebungszuständigkeit und hat lediglich beratende Funktion.

### Kommission der Andengemeinschaft
Die Kommission ist zuständig für die Erarbeitung von Vorschlägen für die gemeinschaftliche Politik sowie für die Umsetzung der Beschlüsse des Rates. Sie setzt sich aus fünf Mitgliedern zusammen, die jedoch jeweils auch in ihren Herkunftsstaaten Regierungsämter bekleiden.

### Generalsekretäre
- 1997–2002 Sebastián Alegrett (Venezuela)
- 2002–2004 Guillermo Fernández de Soto (Kolumbien)
- 2004–2006 Allan Wagner Tizón (Peru)
- 2006–2007 Alfredo Fuentes Hernández (Kolumbien) (kommissarisch)
- 2007–2010 Freddy Ehlers (Ecuador)
- 2010–2013 Adalid Contreras Baspineiro (Bolivien)
- 2013–2016 Pablo Guzmán Laugier (Bolivien)
- 2016–2018 Walker San Miguel (Bolivien)
- 2018–2019 Héctor Quintero Arredondo (Kolumbien)
- seit 2019 Jorge Hernando Pedraza (Kolumbien)

### Universidad Andina Simón Bolívar
1985 gründete die Andengemeinschaft die Universidad Andina Simón Bolívar und fördert sie seitdem mit dem Ziel, die Integration der Andenstaaten im Bereich der universitären Bildung voranzutreiben. Momentan hat die UASB Standorte in Sucre, Bolivien (seit 1985), Quito/Ecuador (seit 1992), Caracas/Venezuela (seit 2005) und Regionalbüros in Cali/Kolumbien und La Paz/Bolivien.

## Ziele
Die regionale Agenda der Andengemeinschaft wird im Wesentlichen von den Präsidenten der Andenstaaten bei ihren Gipfeltreffen festgelegt. Die Prioritäten und ihre Reihenfolge ändern sich je nach dem turnusmäßig wechselnden Vorsitz.

### Politische Ziele
Hauptziel der politischen Agenda ist die Festlegung einer gemeinsamen Außenpolitik. Auf dieses Konzept verständigten sich die Staaten 1998. Auf nationaler wie auch auf internationaler Ebene bemüht sich die CAN um eine Annäherung der Positionen der einzelnen Staaten, um gemeinsame Standpunkte anzunehmen.
Eine wichtige Rolle spielt auch die polizeiliche und justizielle Zusammenarbeit zur Bekämpfung der organisierten Kriminalität. Ein gemeinsamer Standpunkt im Bereich der Drogenbekämpfung führte 2001 zur Annahme des andinen Kooperationsplans zur Bekämpfung illegaler Drogen und der damit verbundenen Straftaten.

### Wirtschaftliche Ziele
Es wird ein gemeinsamer Binnenmarkt angestrebt. Ziel ist die Einführung eines gemeinsamen Außenzolls, der bislang nur in Ansätzen vorhanden ist, die Schaffung einer gemeinsamen Agrarpolitik, die Angleichung bestimmter Rechtsvorschriften (Wettbewerb, Investitionsschutz, Doppelbesteuerung), die Harmonisierung bestimmter Daten wie der Statistiken sowie die Einhaltung bestimmter Konvergenzkriterien bei den makroökonomischen Politiken (ähnlich dem Stabilitäts- und Wachstumspakt in der EU). Nicht nur die Waren, sondern auch die Personen sollen frei verkehren können.
Wenn auch vom Abkommen von Cartagena nicht ausdrücklich erwähnt, geht aus der in Art. 51 lit. d geplanten Harmonisierung der Wechsel-, Währungs-, Finanz- und Steuerpolitiken der Andenstaaten mittelbar hervor, dass die CAN langfristig ebenfalls die Errichtung einer Wirtschafts- und Währungsunion anstrebt. Die Wirtschafts- und Währungsunion wird als die vollkommenste Integrationsform angesehen, da sie quasi die schrittweise Verschmelzung der mitgliedstaatlichen Volkswirtschaften impliziert. Bei einer Wirtschafts- und Währungsunion betreiben die Mitgliedstaaten nämlich zusätzlich eine einheitliche Wirtschaftspolitik, vor allem in den Bereichen Finanz- und Währungspolitik, und verfügen über eine einheitliche Währung.
Was die Außenbeziehungen anbelangt, so stehen im Terminkalender der Agenda zahlreiche internationale Handelsverhandlungen. Es besteht der Anspruch, in verschiedenen Gremien mit einer Stimme zu sprechen: in den meisten internationalen Foren, bei den Handelsverhandlungen mit dem Mercosur, bei den Verhandlungen über die Verlängerung der von den Vereinigten Staaten und der EU gewährten Handelspräferenzen. Außerdem äußerte die CAN den Wunsch, mit der EU Verhandlungen über ein Assoziierungsabkommen aufzunehmen, das in erster Linie ein Gegengewicht zur FTAA darstellen soll. Wie Mexiko, der Mercosur und Chile wollen die Andenstaaten durch Freihandelsvereinbarungen ihre Handelsbeziehungen auf Dauer ausbauen.

## Sprache und Reisepässe
Gemeinsame Sprache der Mitgliedstaaten ist Spanisch.
Im Juni 2001 wurde der „Andenpass“ kreiert, die Mitgliedstaaten vereinbarten die Ausgabe ab 2005. Die Pässe haben das Format 88 × 125 mm mit abgerundeten Ecken, der Umschlag ist in bordeauxroter Farbe mit goldfarbener Schrift gehalten. Auf den Pässen der Mitgliedstaaten steht über dem Namen des jeweiligen Staates „Comunidad Andina“, ähnlich wie in der EU.

Bolivianischer Reisepass
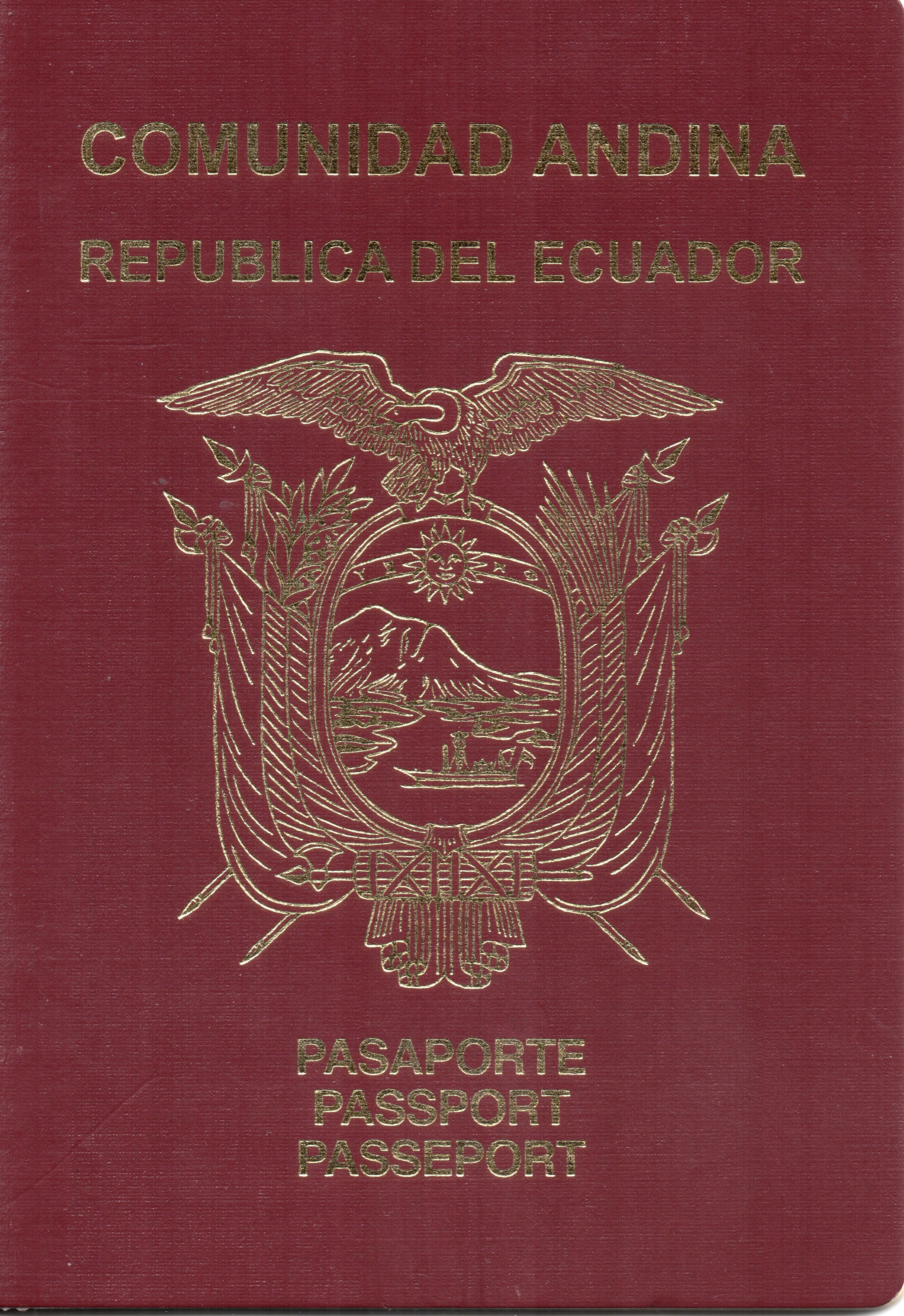
Ecuadorianischer Reisepass
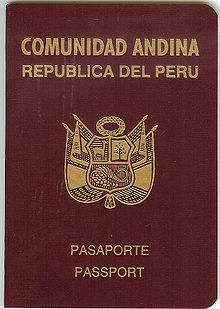
Peruanischer Reisepass

## Bedeutung
Die Andengemeinschaft ist der drittgrößte Integrationsraum Amerikas nach der NAFTA und dem Mercosur. Allerdings ist die CAN bedeutend kleiner als der Mercosur. Nach dem Austritt Venezuelas aus der CAN hat sie noch weiter an Bedeutung verloren. Venezuelas Präsident Hugo Chávez begründete den Austritt seines Landes mit der durch Kolumbien und Peru getätigten Unterzeichnung von bilateralen Handelsabkommen mit den Vereinigten Staaten.
Die vergleichsweise geringe Bedeutung der Andengemeinschaft zeigt sich auch in der Tatsache, dass das vergleichsweise reiche Chile eine Assoziierung mit dem Mercosur einer Mitgliedschaft in der CAN bisher vorgezogen hat. Jedoch wechselt die Präferenz der beiden lateinamerikanischen Wirtschaftsblöcke je nach politischer Konjunktur. Inzwischen tätigte Chile wieder Annäherungsschritte an die CAN, da es in dieser seine Freihandelsabsichten besser gewährleistet sieht, die es sich aufgrund seiner starken volkswirtschaftlichen Struktur leisten kann. Für Chile wäre darum auch ein Vollbeitritt zum Mercosur nicht rentabel, da der gemeinsame (aus Sicht Chiles höhere) Außenzolltarif der Wettbewerbsfähigkeit seiner Wirtschaft schaden würde.
Die Exporte der Andenstaaten sind wenig diversifiziert und bestehen größtenteils aus Rohstoffen und Erzeugnissen der ersten Verarbeitungsstufe. Kolumbien exportiert Kohle, Mineralien, Kaffee und Schnittblumen. Bolivien exportiert vor allem Mineralien, verzeichnet aber auch zunehmende Gasexporte. Dabei ist aber zu beachten, dass die Energieexporte Boliviens vor allem in den Mercosur gehen. In die CAN exportiert es hauptsächlich Agrarprodukte. Dies ist der Grund für die momentane Gratwanderung von Präsident Evo Morales zwischen CAN und Mercosur. Ecuador exportiert hauptsächlich Bananen, Erdöl und Garnelen.

## Geographie und Ressourcen
Die südamerikanische Andenregion umfasst eine Vielzahl verschiedener klimatischer und geographischer Dimensionen. Zwar haben alle vier Staaten Anteil an der Gebirgskette der Anden und am Amazonasbecken, sie unterscheiden sich jedoch bezüglich der weiteren geographischen Verhältnisse teilweise deutlich. Diese Unterschiede sind mit dafür verantwortlich, dass die politischen und ökonomischen Interessen der Staaten im Rahmen der Andengemeinschaft z. T. deutlich divergieren.
Alle Andenstaaten verfügen über beträchtliche natürliche Ressourcen, die noch weitgehend ungenutzt sind, wie beispielsweise das Potenzial der Biodiversität, die Wasserressourcen und die Meeresressourcen. Auch Bodenschätze sind reichlich vorhanden.

## Bevölkerung
Die Andengemeinschaft stellt einen kulturell und sprachlich vergleichsweise homogenen Raum dar. Zwar weisen die vier Staaten unterschiedliche indigene Völker auf, jedoch verfügen sie alle über dieselbe (Amts-)Sprache (Spanisch) und einen ähnlichen historischen Hintergrund, da sie bis zum 19. Jahrhundert Teil des spanischen Kolonialreiches waren. Diese Gemeinsamkeiten ließen sie, vom Befreier Simón Bolívar angeführt, die Gründung eines gemeinsamen Staates anstreben, welcher aufgrund interner Rivalitäten zwischen den Generälen Bolívars jedoch nur zwischen Venezuela, Ecuador und Kolumbien zustande kam, während Peru und Bolivien, zeitweise als   Peruanisch-Bolivianische Konföderation, als unabhängige Staaten fortexistierten. Der Traum eines „Großkolumbiens“, auch „Bolivarianischer Traum“ (sueño bolivariano) genannt, ging in die Geschichte ein und stellt heutzutage die philosophische Grundlage der Integration zwischen den Andenstaaten dar.
Bezüglich der Entwicklungstendenzen ähneln sich die Staaten: Sie weisen alle ein eingedämmtes Bevölkerungswachstum, eine fortschreitende Verstädterung und eine relativ niedrige durchschnittliche Bevölkerungsdichte auf.